# 早わかり
組曲『早わかり』（英: In a Nutshell, suite）は、パーシー・グレインジャーが作曲した管弦楽あるいはピアノのための組曲。題名は『要約すれば』などと表記される場合もある。

## 概要
長期間構想されていた小品を4曲集める形で、1916年にニューヨークで完成された。初演は同年に、アメリカのコネチカット州ノーフォークで開かれた音楽祭で、グレインジャー自身の指揮で行われている。なお、翌1917年には同じ音楽祭において『戦士たち―想像上のバレエへの音楽』が同様に初演されている。
初演時から評判は高く、グレインジャーの代表作の一つとして演奏機会も比較的多い。グレインジャー自身もレオポルド・ストコフスキー指揮ハリウッド・ボウル交響楽団と共演した録音を1946年に残している。宮澤淳一は「グレインジャーの多面的な音楽世界を総攬できるようになっている」作品と評している。
ピアノ独奏版と2台ピアノ版が管弦楽版と同時期に成立しているほか、第4曲「ガムサッカーズ・マーチ」には吹奏楽版が存在し、単独の小品としてよく演奏される。

## 楽器編成
題名に"for Orchestra, Piano and Deagan Percussion Instruments"（オーケストラ、ピアノとディーガン社の打楽器のために）と但し書きがあるように、グレインジャーの他の作品と同様、オーケストレーションには鍵盤打楽器が重用されている。
フルート2、ピッコロ、オーボエ2、イングリッシュホルン、クラリネット2、バスクラリネット、バスーン2、ダブルバスーン、ホルン4、トランペット3、トロンボーン3、チューバ、ティンパニ、サイドドラム、シンバル、ゴング、大太鼓、グロッケンシュピール、"Deagan Steel Marimba, or Hawkes' Resonaphone"、"Deagan Staff Bells"、シロフォン、"Deagan Wooden Marimba"、"Deagan Nabimba"、ハープ、チェレスタ、ピアノ、弦五部。

## 楽曲
全4曲からなり、演奏時間は約20分。
第1曲　到着ホームでうたう鼻歌（Arrival Platform Humlet）
"With healthy and somewhat fierce "Go". Fast"、2/2拍子。「外国からやって来る愛する人を乗せた列車が遅れたのを待っている…」と説明されており、素材は「1908年2月2日、リバプール・ストリート駅とヴィクトリア駅」に遡る。無伴奏あるいは合奏のヴィオラ、またはオーボエのための版もあり、裸の単旋律が色彩的に扱われる。グレインジャーによれば、エキゾチックな節回しには6歳の時に訪れたメルボルンの日本人市場（Japanase bazaar）の印象が反映されているという。
第2曲　陽気な、しかしもの悲しそうな（Gay but Wistful）
"Gracefully flowing"、6/8拍子、ホ長調。1912年に書かれた作品が手を入れられ、この作品に組み込まれた。"Tune in a popular London style"と但し書きがあり、グレインジャーが好んだロンドンのミュージックホールへのオマージュである。「ソロ」と「コーラス」からなる小唄を真似て書かれた二つの節（strain）からなる。
第3曲　田園曲（Pastoral）
"Restful and dreamy, but wayward in time"、12/8拍子。シリル・スコットに献呈されている。1906年の素材を用い、1915年から16年にかけて書かれた。他の3曲を合わせたのと同等の演奏時間を掛ける規模の大きい作品で、ペネロピ・スウェイツは「グレインジャーの特に冒険的な作品の一つ」と評しており、色彩の豊かさ、リズムの自由さ、響きの複雑さにおいて際立っている。
第4曲　ガムサッカーズ・マーチ（Gumsuckers' March）
"The minims() at quick walking speed"、2/2拍子、ホ長調。1914年に書かれた。題名の"Gumsuckers"は「ユーカリの葉（Gum）を吸う人」の意で、グレインジャーの故郷であるオーストラリア、ビクトリア州生まれの白人を指す言葉である。グレインジャー自身の旋律"Australian Up-Country Song"、"Pritteling Pratteling, Pretty Poll Parrot"、"Widow's Party"が利用される快活な行進曲。